# Walka The Undertakera z Mankindem

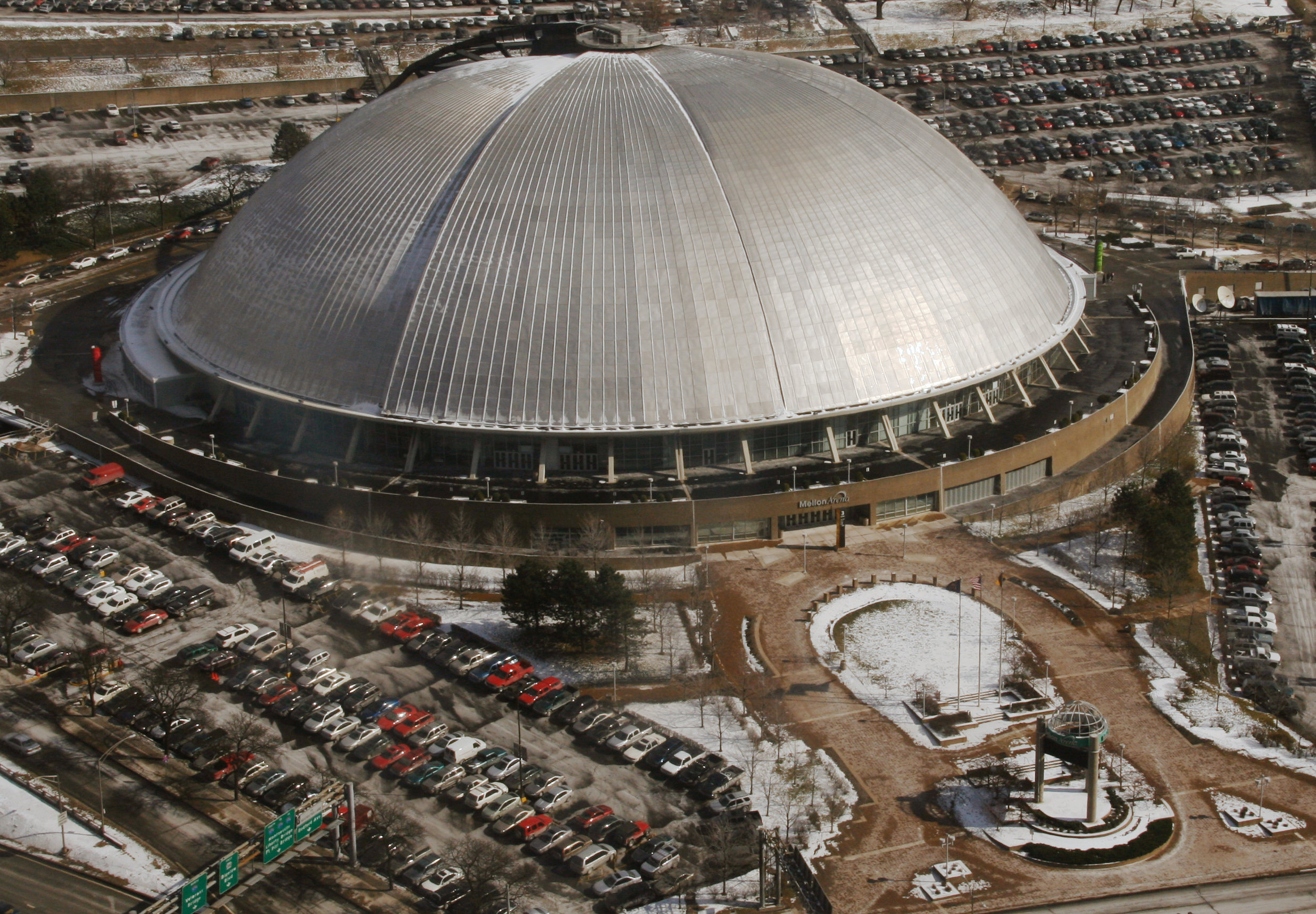
Civic Arena w Pittsburghu, miejsce walki Undertakera z Mankindem

Walka The Undertakera z Mankindem – walka wrestlingowa między The Undertakerem, a Mankindem, znanym też jako Mick Foley, zorganizowana przez World Wrestling Federation (WWF). Odbyła się 28 czerwca 1998 na gali pay-per-view King of the Ring, na arenie Civic Arena w Pittsburghu, w stanie Pensylwania. Była to druga walka typu Hell in a Cell, jaką stoczyli ze sobą obaj zawodnicy i druga z trzech, jakie odbyły się tego lata. Pierwsza miała miejsce dwa tygodnie wcześniej, 15 czerwca, w odcinku Raw is War. Walka z 28 czerwca wyznaczyła standardy kolejnych walk typu Hell in a Cell. Foley doznał w niej licznych obrażeń i dwa razy spadł z niebezpiecznej wysokości. Dziennikarz Michael Landsberg nazwał ten pojedynek być może najsłynniejszą walką wszech czasów.

## Wydarzenia poprzedzające walkę

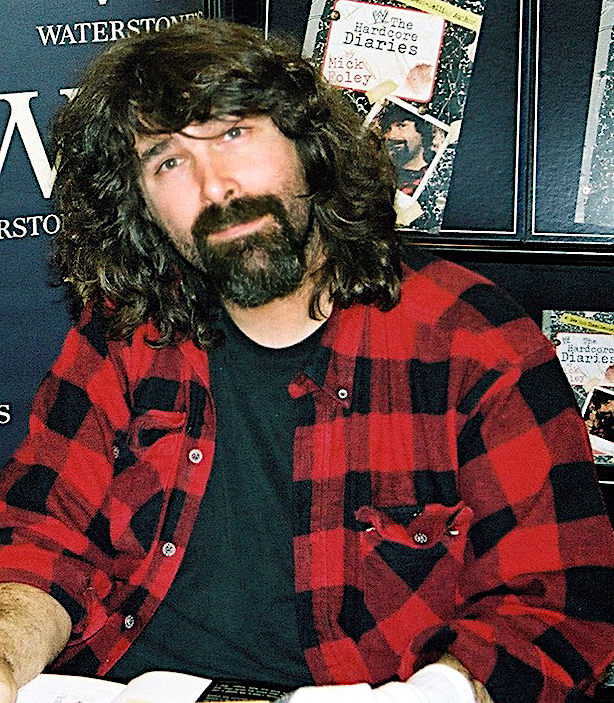
Mick Foley w 2007

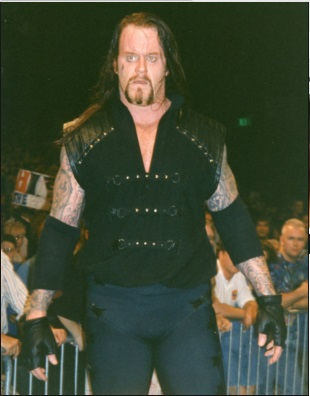
The Undertaker w 1997

Po swoim debiucie w WWF w 1996 Mankind natychmiast zaczął rywalizować z The Undertakerem. Pojawił się po raz pierwszy w nocy po gali WrestleMania XII, interweniując w walkę Undertakera z Justinem Hawkiem Bradshawem. Przez kolejne parę miesięcy Mankind swoimi interwencjami doprowadzał do przegranych Undertakera w kilku walkach. Wraz z postępem rywalizacji między oboma zawodnicy często dochodziło do starć na trybunach, zapleczach, a także w kotłowniach. Mankind doprowadził też do przegranej Undertakera w walce o pas WWF Intercontinental Championship na gali In Your House 8: Beware of Dog przeciwko ówczesnemu mistrzowi, Goldustowi. Wkrótce pierwsza walka typu Boiler Room Brawl (oficjalna walka wrestlingowa w kotłowni) odbyła się między Mankindem, a Undertakerem na gali SummerSlam. W czasie pojedynku manager Undertakera, Paul Bearer, zdradził swojego podopiecznego uderzając go urną. Mankind pokonał przeciwnika chwytem Mandible claw. Po zdradzie Bearera The Undertaker jeszcze bardziej zaangażował się w rywalizację i na gali In Your House: Buried Alive zmierzył się z Mankindem w walce typu Buried Alive match. The Undertaker wygrał wykonując manewr chokeslam i wrzucając nim Mankinda do otwartego grobu. Tuż po ogłoszeniu wyniku Undertakera zaatakowali The Executioner oraz kilku innych wrestlerów, którzy następnie go zakopali.
The Undertaker powrócił na gali Survivor Series i zmierzył się z Mankindem, jednak tym razem walce towarzyszył zakład. Około 6 metrów na ringiem wisiał Paul Bearer w stalowej klatce. Gdyby Undertaker wygrał, mógłby zrobić z Bearerem co zechce. Undertaker zwyciężył, ale dzięki pomocy The Executionera Bearer zdołał uciec. Nie mając już managera, Undertaker zaczął wykazywać więcej człowieczeństwa oraz przyjął gotycką, zbuntowaną osobowość i ogłosił siebie Panem Ciemności. Później The Undertaker uczestniczył w innych rywalizacjach i zdobył pas WWF Championship na gali WrestleMania 13. Rywalizacja z Mankindem została tymczasowo zakończona po tym jak Undertaker pokonał go w walce na gali In Your House: Revenge of the Taker.
W kolejnych latach The Undertaker był posiadaczem WWF Championship, a Foley rozwinął trzy osobowości. Były to: Mankind, Dude Love i jego stary gimmick, którym posługiwał się w World Championship Wrestling i Extreme Championship Wrestling, Cactus Jack.

## Preludium walki

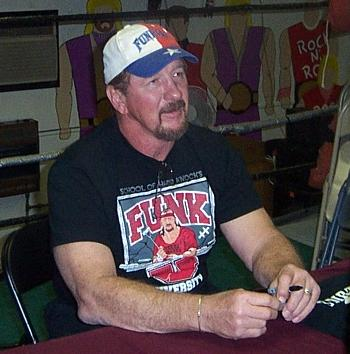
Terry Funk w 2008, pomysłodawca słynnego wyczynu, mającego miejsce w trakcie walki

1 czerwca 1998 w odcinku WWF Raw is War, Mick Foley ponownie wcielił się w Mankinda, zaczął nosić koszulę bez podszewki z luźnym krawatem i wznowił swoją rywalizację z The Undertakerem. Odnowił też swój sojusz z Paulem Bearerem, który wówczas był rodzonym ojcem (w kayfabe) i managerem Kane’a. Cała trójka zjednoczyła się przeciwko Undertakerowi i mistrzowi WWF, Stone Cold Steve’owi Austinowi. Kane i Mankind zmierzyli się z Undertakerem i Austinem 15 czerwca w odcinku Raw w walce typu Hell in a Cell. Walka zakończyła się bez rozstrzygnięcia. Undertaker zaatakował Bearera wewnątrz stalowej konstrukcji, a Austin Kane’a na jej dachu. Po tym wydarzeniu zaplanowano, że na gali King of the Ring odbędą się dwie walki. Austin i Kane mieli się zmierzyć w First Blood matchu, a Undertaker i Mankind w kolejnej walce typu Hell in a Cell.
Przed walką Mick Foley i Terry Funk rozmawiali o walce Hell in a Cell, która miała miejsce rok wcześniej na gali Badd Blood: In Your House. Undertaker wykonywał w niej widowiskowe skoki i rzucił Shawna Michaelsa na dach klatki, na którym obaj się znaleźli. Foley i Funk zastanawiali się jak uczynić kolejne Hell in a Cell jeszcze bardziej widowiskowym. W pewnym momencie Funk powiedział śmiejąc się może powinieneś pozwolić mu zrzucić cię z klatki. Foley w swojej autobiografii Have a Nice Day: A Tale of Blood and Sweatsocks tak opisał swoją reakcję:

„Tak,” odpowiedziałem, „a wtedy mógłbym wspiąć się z powrotem – i on mógłby mnie zrzucić jeszcze raz.” Człowieku, to było dobre i dobrze się bawiliśmy wymyślając kompletnie absurdalne rzeczy do zrobienia wewnątrz, na zewnątrz i na szczycie klatki. Po chwili zrobiłem się poważny i powiedziałem cicho do Terrego „Myślę, że mogę to zrobić.”

{{Cytat}} Linki zewnętrzne: "źródło".
Wcielający się w Undertakera Mark Calaway był bardziej niezdecydowany. Miał on zapytać Foleya Mick, czy ty chcesz umrzeć?. W końcu niechętnie zgodził się wykonać rzut. Gala King of the Ring została zaplanowana na jeszcze ten sam miesiąc i miała się odbyć na arenie Civic Arena w Pittsburghu. Dla Foleya miało to szczególne znaczenie, ponieważ w przeszłości trenował wrestling w szkole Dominica DeNucci we Freedom w Pensylwanii, 40 kilometrów od Pittsburgha.

## Przebieg walki

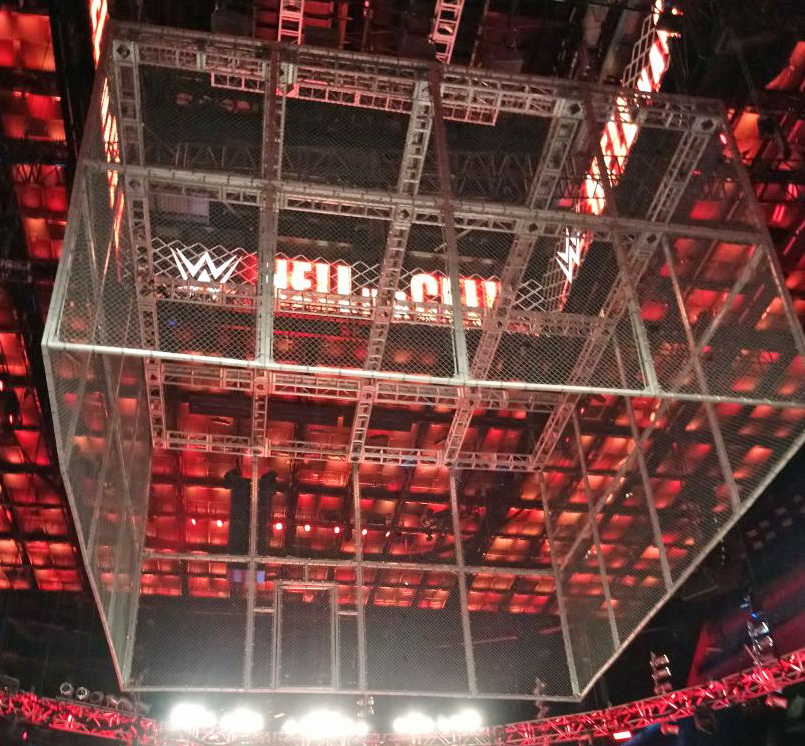
Klatka przeznaczona do walk typu Hell in a Cell w WWE (dawniej WWF) w 2003

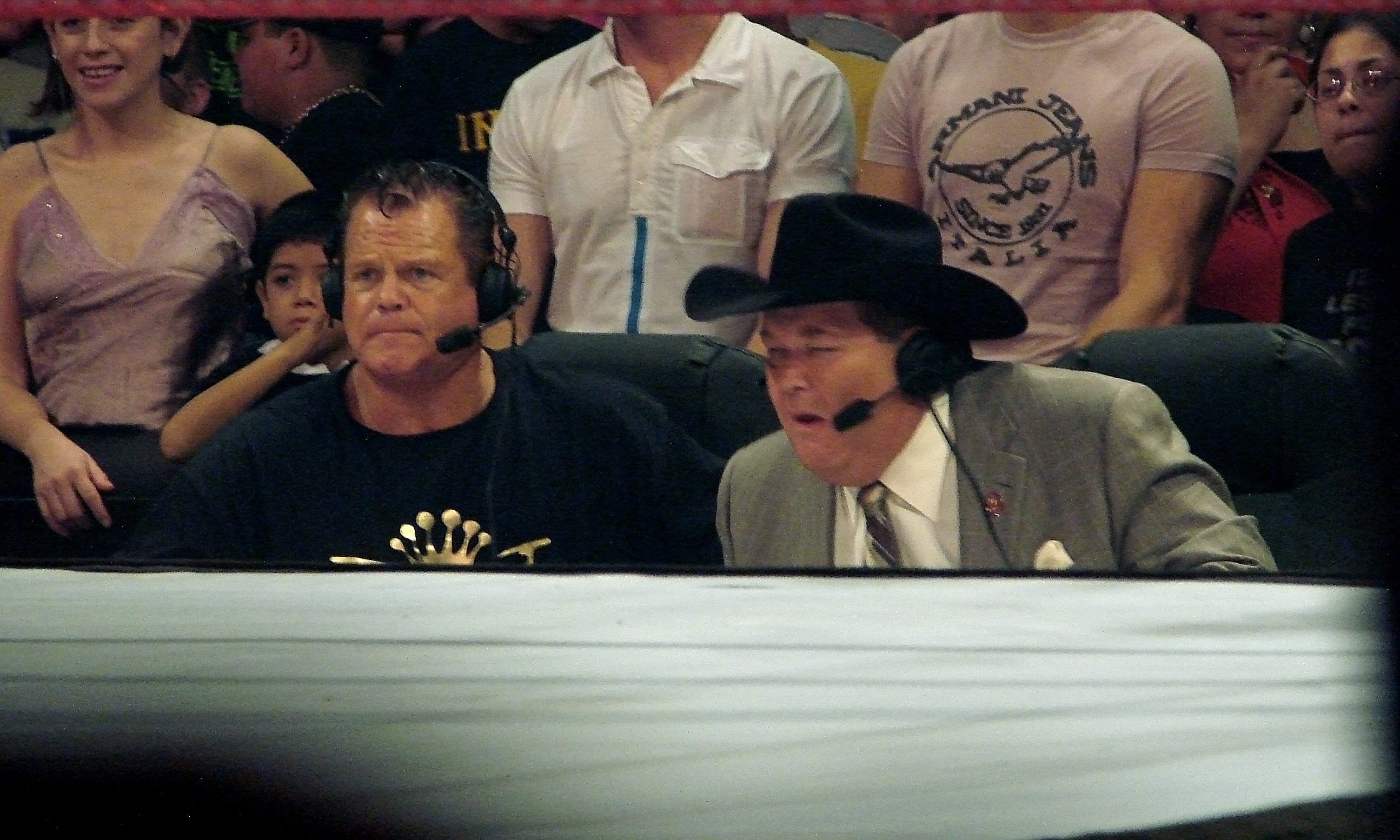
Komentatorzy walki, Jim Ross (z prawej) i Jerry Lawler (z lewej)

Mick Foley pierwszy wszedł na arenę i gdy tylko doszedł do klatki, rzucił krzesło na dach konstrukcji i zaczął się wspinać. Następnie na arenę wszedł The Undertaker i widząc Foleya na dachu konstrukcji również zaczął się wspinać. Obaj zawodnicy zaczęli walkę na dachu.
Pierwszy upadek Foleya miał miejsce kiedy obaj wrestlerzy walczyli na dachu klatki i The Undertaker zrzucił Mankinda z wysokości między 4,9, a 6,7 metra (w zależności od uznania kątu spadania). Mankind spadł na stół hiszpańskich komentatorów, który się pod nim załamał. Amerykański komentator Jim Ross wykrzyczał wtedy słynne słowa Dobry Boże wszechmogący! Dobry Boże wszechmogący! To go zabiło! i Bóg mi świadkiem, że on jest złamany w pół!.
Mick Foley nie ruszał się otoczony szczątkami stołu, a The Undertaker pozostał na dachu i patrzył w dół. Terry Funk był pierwszą osobą, która pojawiła się na miejscu upadku, a chwilę później podszedł do niego także lekarz WWF, doktor Pettit i inne osoby, w tym wyglądający na zaniepokojonego Vince McMahon. Foley został umieszczony na noszach i zaczęto go wynosić z areny.
Gdy wynoszony Mick Foley znalazł się w wejściu na arenę, wstał z noszy i zaczął iść z powrotem w stronę klatki. On i The Undertaker ponownie weszli na dach (tym razem wspięli się zaskakująco szybko, mimo że Foley zwichnął sobie ramię w wyniku upadku, a Undertaker od początku walczył ze złamaną stopą). Gdy jednak wspinali się po siatce z ogniw łańcucha, z której zrobione były ściany i sufit klatki, pod ciężarem zawodników metalowe elementy mocujące uległy zerwaniu. Nikt tego wówczas nie zauważył. Według Terry’ego Funka, klatkę celowo zaprojektowano w taki sposób, jednak elementy mocujące nigdy nie miały się zerwać całkowicie. Gdy obaj zawodnicy znaleźli się na dachu, walka została wznowiona.
Drugi upadek miał miejsce gdy The Undertaker wykonał chokeslam na Mankindzie, ciskając go o dach klatki, który otworzył się, a Foley wpadł do środka i spadł na ring. Amerykański komentator Jim Ross krzyknął Dobry Boże... Dobry Boże! Czy ktoś zatrzyma ten przeklęty pojedynek? Wystarczy już tego!. Drugi komentator, Jerry Lawler, dodał To by było na tyle. On nie żyje.
Otwarcie się dachu w rzeczywistości zaskoczyło zarówno Micka Foleya, jak i odgrywającego Undertakera Marka Calawaya. Calaway nie wychodził z roli, choć później przyznał, że początkowo myślał, że Foley umarł z powodu drugiego upadku. Foley naprawdę pozostawał nieprzytomny przez pewien czas, ale w końcu udało mu się podnieść. Terry Funk napisał w swojej autobiografii Patrząc z tyłów myślałem, że nie żyje. Podbiegłem i spojrzałem na niego, wciąż leżącego w ringu, tam gdzie upadł. Jego oczy nie przetoczyły się na drugą stronę, ale wyglądały na całkowicie przeszklone, jak u nieżyjącej ryby. Foley natomiast powiedział później, że udało mu się przeżyć upadek tylko dlatego, że błędnie przyjął na siebie chokeslam. W swojej autobiografii Have a Nice Day: A Tale of Blood and Sweatsocks, Foley nazwał to jednocześnie najlepszym i najgorszym chokeslamem, jaki na nim wykonano i powiedział, że prawdopodobnie zginąłby gdyby nie popełnił błędu w tamtym momencie. Zwrócił też uwagę na to, że podłoże, o które uderzył, było twardsze od typowych współczesnych ringów, co umożliwiło wytracenie pędu po wylądowaniu. Foley później wyjaśnił, że dach klatki miał się tak ugiąć, aby Undertaker mógł odpowiednio kopnąć Foleya, pozwalając mu obrócić się nogami i spaść z obrotu plecami do góry.
Jakiś czas po tym jak Mick Foley wstał i przymierzał się do kontynuowania walki, kamery pokazały Foleya uśmiechającego się przez obficie krwawiące usta i wargi, z zębem luźno zwisającym pod jego nosem. Ząb złamał mu się od uderzenia krzesła, które wpadło do klatki i uderzyło go w twarz, powodując zwichnięcie szczęki.
Walka trwała dalej i zakończyła się powaleniem Micka Foleya przez The Undertakera na stertę pinezek, które Foley wcześniej sam rozsypał. Następnie The Undertaker wykonał Tombstone Piledriver i zakończył walkę oraz rywalizację zgodnie z planem.

## Wydarzenia po walce i jej znaczenie

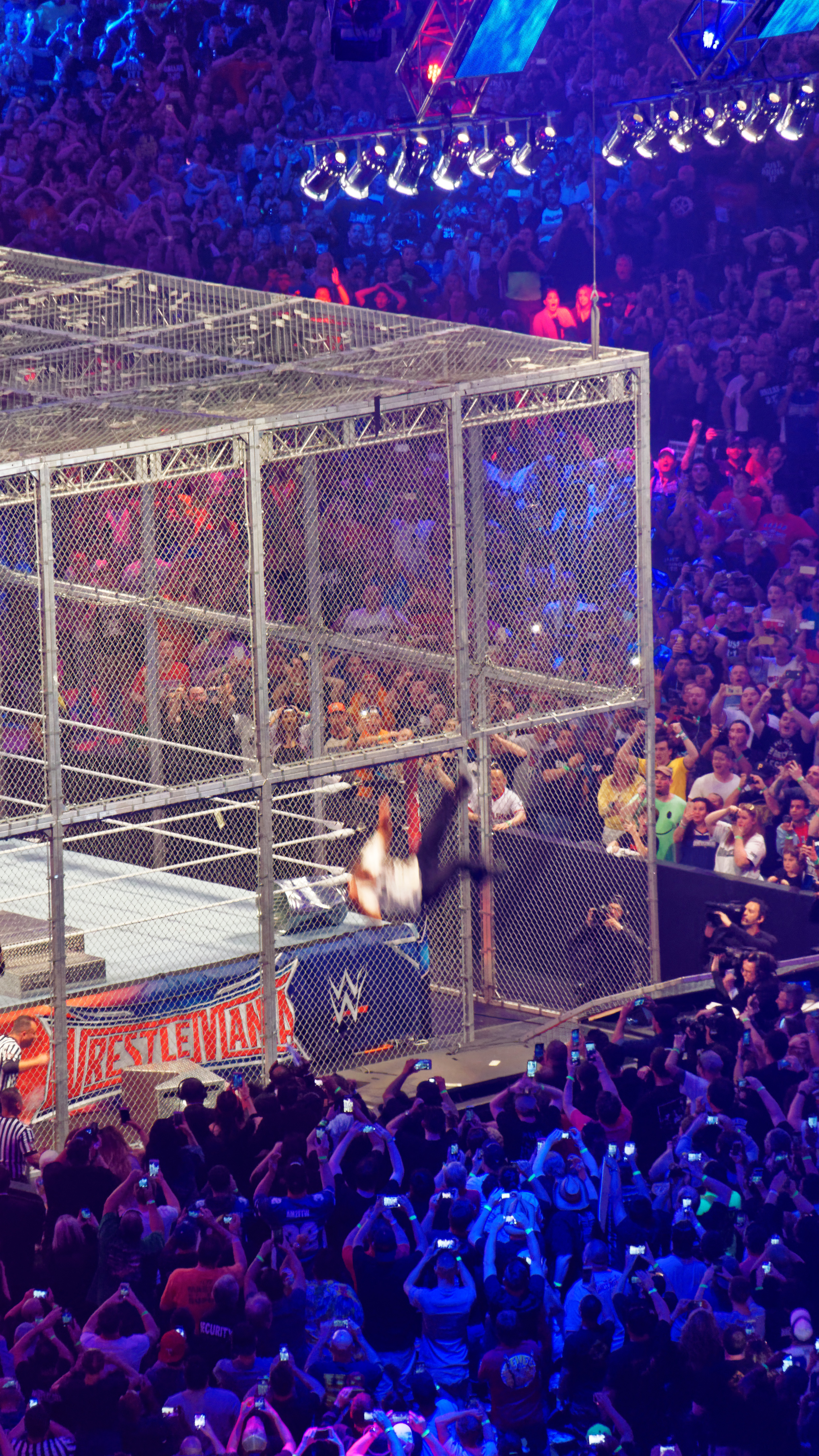
Shane McMahon spadający z klatki 3 kwietnia 2016 na gali WrestleMania 32, w trakcie walki przeciwko The Undertakerowi

Zaraz po pojedynku obaj wrestlerzy otrzymali owację na stojąco. Mick Foley powiedział, że choć ta walka była legendarna, w rzeczywistości jego kariera była po niej przez jakiś czas trochę ospała, dopóki Foley nie zaczął dalej rozwijać postaci Mankinda i fani zdawali sobie z tego sprawę. Foley zdobył główne mistrzostwo WWF trzy razy i został wprowadzony do galerii sław WWE Hall of Fame 6 kwietnia 2013, a The Undertaker zdobył główne mistrzostwo pięć razy i wkrótce zasłynął ze swojego Streaku - długiej serii zwycięstw na galach Wrestlemania.
Jeszcze tej samej nocy, kiedy miała miejsce ich walka, The Undertaker i Mankind ingerowali w walkę typu First Blood match Kane’a i Steve’a Austina. Kane’owi udało się pokonać Austina i tym samym odebrać mu główne mistrzostwo WWF. Austin odzyskał jednak tytuł w walce rewanżowej następnego dnia, 29 czerwca, w odcinku Raw. Dwa miesiące później w odcinku Raw miała miejsce walka typu Hell in a Cell pomiędzy Mankindem, a Kane’em, w której interweniowali też Undertaker i Austin. Trzy walki Hell in a Cell, jakie miały miejsce latem w 1998 uczyniły tę rywalizację wyjątkową. Wszyscy czterej uczestnicy rywalizacji posiadali w różnych momentach główne mistrzostwo.
W wielu przyszłych walkach próbowano powtórzyć wyczyny, jakie miały miejsce na gali King of the Ring w 1998. W swojej autobiografii Have a Nice Day: A Tale of Blood and Sweatsocks, Foley stwierdził, że nie pamięta wiele z tego co wydarzyło się w trakcie walki i żeby o niej pisać musiał obejrzeć nagranie. Walka ta została ogłoszona przez Pro Wrestling Illustrated Walką Roku 1998. Wielu fanów uważa ją za klasyczną, ale wzbudzała ona także kontrowersje. Krytycy zwracali uwagę, że upadki w czasie tej walki były ekstremalne i podniosły poprzeczkę dla przyszłych wyczynów w wrestlingu tak wysoko, że nieuniknione próby dorównania im będą bardzo niebezpieczne dla wrestlerów. WWE nadal organizuje walki typu Hell in a Cell, a także poświęcone in coroczne gale. Same walki Hell in a Cell zostały jednak stonowane, częściowo z powodu przyjęcia przez WWE bardziej familijnego formatu po 2008. Gdy Foley w 2014 udzielał wywiadu w programie Monday Night Wars, powiedział, że gdyby ta sama walka miała miejsce w 2014, WWE natychmiast przerwałoby ją już po pierwszym upadku, po czym dodał i słusznie.
W swojej pierwszej książce Foley napisał, że jego żona płakała w czasie rozmowy telefonicznej z nim po walce i doprowadziło to do tego, że Foley rozważał przejście na emeryturę. Foley w końcu przeszedł na emeryturę w 2000. Jego ostatnia walka miała miejsce w lutym 2000 na gali No Way Out. Foley zdecydował się jeszcze raz spaść z dużej wysokości w trakcie tej walki, ale tym razem zastosowano dodatkowe środki zabezpieczające.
Po walce na gali King of the Ring w 1998 Vince McMahon powiedział Foleyovi Nie masz pojęcia jak bardzo doceniam to co zrobiłeś dla tej firmy, ale nie chcę już nigdy więcej widzieć czegoś takiego. Foley opowiedział w swojej książce o zabawnej wymianie zdań, jaką on i The Undertaker przeprowadzili po walce w trakcie badania ich przez doktora Pettita na zaplaczenu. Foley nadal trochę oszołomiony z powodu wstrząsu zwrócił się do Undertakera pytająco Czy użyłem pinezek? The Undertaker spojrzał na niego i trochę surowo odpowiedział Spójrz na swoje ramię, Mick!, co Foley uczynił odkrywając dużą liczbę pinezek wciąż wbitych w jego ramię.
W 2011 incydent z upadkiem Foleya został umieszczony na pierwszym miejscu listy Top 50 momentów OMG w historii WWE.